# СК Ангел Кънчев (Русе)
„Ангел Кънчев (Русе)“ е несъществуващ български футболен отбор от Русе.

## История
Клубът е сформиран през 1919 г. в квартала, в който 13 години преди това Никола Гладнишки (треньор в дружество „Русенски юнак“) създава първия футболен клуб „Напредък-1906“ в Русе.
Основатели на Ангел Кънчев са Симеон Яковчев (Симо), Димитър Риковски (Бомбича), Йордан Яковчев, Стефан Риковски, Стойчо Камбуров, Пейо Пеев, полковник Рачев, Павел Предов, Георги Маринов, Стоян Петков и други.
Районът на клуба обхваща територията от Централна гара до ОУ „Ангел Кънчев“ и Русенска стоматология. Футболният тим има свое собствено игрище, което е запазено и до днес до голямата бензиностанция на „Лукойл“ над гарата.
Спортният екип, с който играят футболистите е жълто-черни, раирани фланелки, жълти гащета и жълти чорапи.
СК „Ангел Кънчев“ има собствено знаме подарено от шивача Георги Трифонов. През 30-те години на 20 век футболистите от отбора се включват активно в провеждането на първата градска олимпиада, за да спасят любимия си клуб от финансовия недоимък. Съществува театрална трупа към клуба. Тя е основана през 1928 г. и буди интерес особено с пиесата „Убийството на Ангел Кънчев“ (автор Димитър Риковски), радвала се на завиден успех. Ролята на Ангел Кънчев се изпълнява от вратаря на отбора – Коста Балабански.
СК „Ангел Кънчев“ се класира обикновено на трето или четвърто място в градското първенство. В продължение на няколко години в квартал „Чифур Чифлик“ съществува и друг отобор – с.к. „Черни Лом“, сформиран през 1928 година. В началото на 1934 г. „Черни Лом“ се обединява със с.к. „Вихър“, а впоследствие новосфирмираният отбор се влива в „Ангел Кънчев“ в края на 1934 г. Обединяването дава своите резултати, защото идват много добри играчи от Черни Лом.
Наречен е от феновете „Тимът на бъдещето“.
Най-големи успехи на отбора са извоюването на „Юношеската градска купа“ подарена от Михаил Павлов през 1939 г. и спечелването на купата на „Екс тимовете“ през 1942 година. По време на сезон 1939/40 отборът е есенен водач в първенството на I градска дивизия. След обединението си със с.к. „Левски“, който е разтурен от БНСФ (1940 г.) и под името „Ангел Кънчев – Левски (Русе)“ тимът спечелва градската шампионска титла през 1945 г.
Детско юношеската школа създава редица добри футболисити, някои от които по-късно преминават в „Левски“ (Русе), „Напредък“ (Русе) и „Локомотив“ (Русе), а Димитър Риковски (Бомбича) участва в „Б“ националния отбор.
Обединилият се през 1940 г. „Ангел Кънчев-Левски“ прекратява съществуването си през 1946 година, след като се влива в редовете на „Динамо“ (Русе).

## Успехи
- I градска дивизия:
  -  Шампион (1): 1945
- Купа на Екс тимовете:
  -  Носител (1): 1942

## Трансформации
- 1919 – 1940 „Ангел Кънчев“
- 1934 – обединените „Черни Лом“ и „Вихър“ се вливат в „Ангел Кънчев“
- 1940 – 1946 – „Ангел Кънчев-Левски“ (след обединение с „Левски“ (Русе)
- 1946 – влива се в „Динамо“ (Русе)

## Известни футболисти
- Димитър Риковски (Бомбича)
- Любен Хачиков – вратар
- Христо Дочев
- Петър Беджев (Кето) – капитан
- Стоян Гледачев
- Агох Долаян
- Атанас Георгиев (Ачо)
- Симеон Пеев (Монката)
- Минчо Чернев
- Рачо Балабански
- Кънчо Балабанов
- Деню Николов
- Коста Балабански
- Здравко Антонов (Арното)
- д-р Брихман
- Тодор Лилчев